# Joseph Hernández Ochoa
Joseph Hernández Ochoa (1983/84 – Tegucigalpa, 2 de marzo de 2010) fue un periodista y presentador de televisión hondureño. Presentaba un programa de entretenimiento en la cadena de televisión Canal 51 y estudió periodismo en la Universidad Nacional Autónoma de Honduras.
El 2 de marzo de 2010, Hernández iba en su coche junto a su colega Karol Cabrera hasta su casa, cuando alrededor de las 8 de la tarde dos individuos armados les dispararon desde otro coche en el barrio de Tegucigalpa de El Chile. Hernández recibió diferentes disparos y murió al instante mientras que Cabrera, que había sufrido amenazas de muerte antes del atentado y tenía custodia policial, recibió heridas en su brazo izquierdo y sobrevivió al ataque.